# Михайловка (Ямпольский район)
Миха́йловка (укр. Михайлівка) — село на Украине, находится в Ямпольском районе Винницкой области.
Код КОАТУУ — 0525683401. Население по переписи 2001 года составляет 1138 человек. Почтовый индекс — 24527. Телефонный код — 4336.
Занимает площадь 3,99 км².
Родина Героя Советского Союза Михаила Исайко.

## Адрес местного совета
24527, Винницкая область, Ямпольский р-н, с. Михайловка, ул. Ленина, 44